# Canal de Trent et Mersey
Le Canal de Trent et Mersey (en anglais :Trent and Mersey Canal) est un canal navigable anglais.